# 중반
| 성문4과           | 10결의 조복과 단멸 (팔리어 대장경에 따른) | 10결의 조복과 단멸 (팔리어 대장경에 따른)          | 10결의 조복과 단멸 (팔리어 대장경에 따른) | 윤회                       |
| 예류과 (수다원)   | 5하분결                                   | 1. 유신견결 2. 의결 3. 계금취견결                  | 단멸                                      | 인간도와 천상도에 최대 7생 |
| 일래과 (사다함)   | 5하분결                                   | 4. 욕탐결 5. 진에결 (10. 무명결)                   | 조복                                      | 인간도에 최대 1생          |
| 불환과 (아나함)   | 5하분결                                   | 4. 욕탐결 5. 진에결 (10. 무명결)                   | 단멸                                      | 청정한 곳에 최대 1생       |
| 아라한과 (아라한) | 5상분결                                   | 6. 색탐결 7. 무색탐결 8. 만결 9. 도거결 10. 무명결 | 단멸                                      | 윤회하지 않음              |

중반(中般, 산스크리트어: antara-parinirvāyin, antarā-parinirvṛti, 팔리어: antarāparinibbāyin, 영어: intermediate state, one who attains liberation in between), 중반열반(中般涅槃), 중간반열반(中間般涅槃) 또는 중반열반보특가라(中般涅槃補特伽羅)는 불교에서 불환과를 증득한 성자, 즉, 불환 즉 아나함을 열반에 이르기까지의 과정에 따라 구분한 유형 중의 하나로, 죽음과 다시 태어남의 중간(中間)에서, 즉, 색계에 태어나기 전의 처소인 색계 중유(中有)에서 열반(반열반)을 증득하는 유형을 말한다.
즉, 뛰어난 가행(노력 · 수행)으로 열반으로 나아가던 중 명종(命終)의 인연으로 인해 생을 마쳤지만 뛰어난 가행으로 인해 색계에 태어나기 전의 상태인 색계 중유에서 아직 끊지 못하고 남은 번뇌인 5상분결을 끊어 아라한과를 증득하는, 즉, 열반에 드는 유형이다.
| 4향4과   | 단멸한 번뇌                                                    | 단멸에 소요되는 생                     | 별도 명칭                                  |
| 예류향   | 견혹                                                           | 알 수 없음, 견혹은 단박(16심)에 끊어짐 |                                            |
| 예류과   | 견혹                                                           | 알 수 없음, 견혹은 단박(16심)에 끊어짐 |                                            |
| 일래향   | 욕계 수혹 ① 상상품(上上品)                                     | 최대 2생                               |                                            |
| 일래향   | 욕계 수혹 ② 상중품(上中品)                                     | 최대 1생                               |                                            |
| 일래향   | 욕계 수혹 ③ 상하품(上下品)                                     | 최대 1생                               | 가가 · 3생가가                             |
| 일래향   | 욕계 수혹 ④ 중상품(中上品)                                     | 최대 1생                               | 가가 · 2생가가                             |
| 일래향   | 욕계 수혹 ⑤ 중중품(中中品)                                     | 최대 1생                               |                                            |
| 일래과   | 욕계 수혹 ⑥ 중하품(中下品)                                     | 최대 1생                               |                                            |
| 불환향   | 욕계 수혹 ⑦ 하상품(下上品)                                     | 최대 1생                               | 일간                                       |
| 불환향   | 욕계 수혹 ⑧ 하중품(下中品)                                     | 최대 1생                               | 일간                                       |
| 불환과   | 욕계 수혹 ⑨ 하하품(下下品)                                     | 최대 1생                               | 중반 생반 유행반 무행반 상류반 행무색 현반 |
| 아라한향 | 색계 초선 수혹 9품                                             | 최대 1생                               |                                            |
| 아라한향 | 색계 제2선 수혹 9품                                            | 최대 1생                               |                                            |
| 아라한향 | 색계 제3선 수혹 9품                                            | 최대 1생                               |                                            |
| 아라한향 | 색계 제4선 수혹 9품                                            | 최대 1생                               |                                            |
| 아라한향 | 무색계 공무변처지 수혹 9품                                     | 최대 1생                               |                                            |
| 아라한향 | 무색계 식무변처지 수혹 9품                                     | 최대 1생                               |                                            |
| 아라한향 | 무색계 무소유처지 수혹 9품                                     | 최대 1생                               |                                            |
| 아라한향 | 무색계 비상비비상처지 수혹 8품                                 | 최대 1생                               |                                            |
| 아라한과 | 무색계 비상비비상처지 수혹 제9품                               | 최대 1생                               | 금강유정                                   |
| 합계     | 욕계 수혹 9품 색계 수혹 36품 무색계 수혹 36품 3계 수혹 총 81품 | 견도 후 열반까지 최대 7생              |                                            |

중반(中般)은 다음의 분류 또는 체계에 속한다.
- 불환 즉 아나함, 즉, 불환과를 증득한 성자들 중의 한 부류이다.
- ① 중반(中般) ② 생반(生般) ③ 유행반(有行般) ④ 무행반(無行般) ⑤ 상류반(上流般)의 5종불환(五種不還) 또는 5불환과(五不還果) 중의 하나이다.
- ① 중반(中般) ② 생반(生般) ③ 유행반(有行般) ④ 무행반(無行般) ⑤ 상류반(上流般) ⑥ 현반(現般)의 6종불환(六種不還) 중의 하나이다.
- ① 중반(中般) ② 생반(生般) ③ 유행반(有行般) ④ 무행반(無行般) ⑤ 상류반(上流般) ⑥ 행무색(行無色 = 무색반 無色般) ⑦ 현반(現般)의 7종불환(七種不還) 중의 하나이다.
- ① 중반(中般) ② 생반(生般) ③ 유행반(有行般) ④ 무행반(無行般) ⑤ 상류반(上流般) ⑥ 행무색(行無色 = 무색반 無色般) ⑦ 현반(現般) ⑧ 부정반(不定般)의 8종불환(八種不還) 중의 하나이다.
- ① 현반(現般) ② 전세(轉世) ③ 중반(中般) ④ 생반(生般) ⑤ 유행반(有行般) ⑥ 무행반(無行般) ⑦ 낙혜(樂慧) ⑧ 낙정(樂定) ⑨ 신해(信解) ⑩ 견지(見至) ⑪ 신증(身證)의 11종불환(十一種不還) 중의 하나이다.

## 중반의 3유형: 속반 · 비속반 · 경구반
중반은 다시 번뇌와 근기의 차별로 인해 속반(速般) · 비속반(非速般) · 경구반(經久般)의 세 유형으로 나뉜다.
- 속반은 하품의 번뇌가 현행하는 상품의 근기를 가진 불환이어서 중유에서 신속하게 열반을 증득하는 유형이다.
- 비속반은 중품의 번뇌가 현행하는 중품의 근기를 가진 불환이어서 중유에서 얼마 동안 머문 후 열반을 증득하는 유형이다.
- 경구반은 상품의 번뇌가 현행하는 하품의 근기를 가진 불환이어서 중유에서 오랜 시간 지난 후 열반을 증득하는 유형이다.

## 중반과 무색계
불환 즉 아나함은 크게 색계로 가서 열반에 드는 자와 무색계로 가서 열반에 드는 자로 나눌 수 있다. 즉, 욕계에 있을 때 98수면 또는 128번뇌 중 욕계의 탐 · 진 · 치 · 만 등의 욕계의 수혹만 떠난 경우에는 목숨을 마친 후 색계에 태어나고, 욕계에 있을 때 욕계의 수혹 뿐 아니라 색계의 탐 · 치 · 만 등의 색계의 수혹도 떠난 경우에는 무색계에 태어난다.(참고: 초월증(超越證))
|          | 수혹                | 욕계                                      | 색계                                 | 무색계                               |        |
| -------- | ------------------- | ----------------------------------------- | ------------------------------------ | ------------------------------------ | ------ |
| 부파불교 | 98수면 중 수혹      | 탐 · 진 · 만 · 무명 (4)                   | 탐 · 만 · 무명 (3)                   | 탐 · 만 · 무명 (3)                   | 10가지 |
| 대승불교 | 128근본번뇌 중 수혹 | 탐 · 진 · 만 · 무명 · 유신견 · 변집견 (6) | 탐 · 만 · 무명 · 유신견 · 변집견 (5) | 탐 · 만 · 무명 · 유신견 · 변집견 (5) | 16가지 |

색계로 가서 열반에 드는 불환의 유형에는 중반 · 생반 · 유행반 · 무행반 · 상류반의 5가지 유형이 있고, 이들을 통칭하여 5종불환(五種不還)이라 한다.
욕계와 색계는 각각 중유가 있지만 무색계에는 중유가 없기 때문에 무색계로 가서 열반에 드는 불환의 유형에는 생반 · 유행반 · 무행반 · 상류반의 4가지 유형이 있다.
색계로 가서 열반에 드는 자를 전통적인 용어로 행색(行色, 산스크리트어: rūpa-ga) 또는 행색계(行色界, 산스크리트어: rūpōpaga)라고 하고, 무색계로 가서 열반에 드는 자를 전통적인 용어로 행무색(行無色, 산스크리트어: ārūpya-ga) 또는 무색반(無色般)이라고 한다.

## 같이 보기
- 성자 (불교)
- 4향4과(四向四果)
- 불환향
- 불환과
- 아라한향
- 아라한과
- 7성(七聖)
- 18유학(十八有學)
- 6종아라한(六種阿羅漢)
- 9무학(九無學)